# Rodolfo Espinosa Ramírez
Rodolfo Espinosa Ramírez (Managua, 11 de noviembre de 1876-Managua, 1 de diciembre de 1944) fue un médico, político. Ejerció como vicepresidente de Nicaragua, entre 1933 y 1936.

## Biografía
Estudió medicina en la Universidad de San Carlos de Guatemala. 
Espinosa fue masón de alto grado. Fue el gran maestro de la logia masónica nicaragüense de 1902 a 1907.

### Vida política
Fue elegido alcalde de Managua en 1904, y al año siguiente diputado al Congreso Nacional de Nicaragua por su Partido Liberal. Fue ministro de Relaciones Exteriores en 1908. En la administración de Juan Bautista Sacasa luchó contra Somoza.
Fue vicepresidente con Juan Bautista Sacasa desde enero de 1933 hasta junio de 1936, cuando Sacasa fue derrocado por Anastasio Somoza García.
Se postuló como candidato a vicepresidente junto con Leonardo Argüello Barreto en las elecciones de diciembre de 1936.